# Zaak-Peltzer

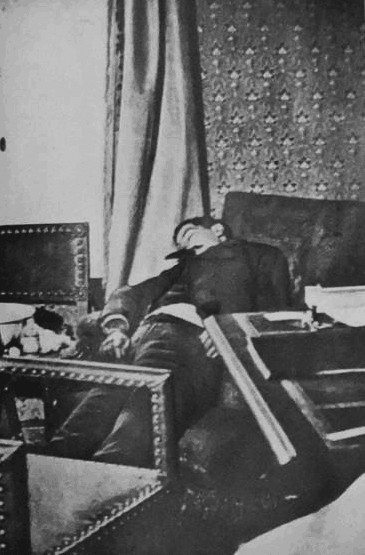
Het lijk van Guillaume Bernays in de Wetstraat. Gerechtsdeskundigen die meenden in een bloedvlek de voetafdruk van Armand Peltzer te herkennen, werden afgekraakt door diens advocaat Le Jeune.

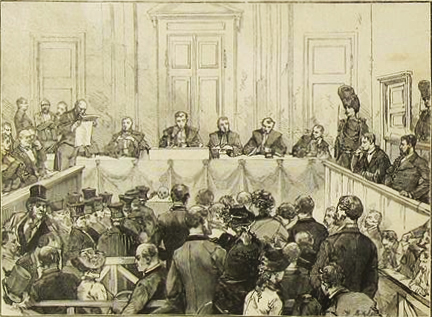
Potloodschets van het assisenproces (1882). De aanwezige gendarmes moesten ook het publiek in toom houden, dat ondanks ontruimingsdreigementen van de voorzitter zeer luidruchtig was.

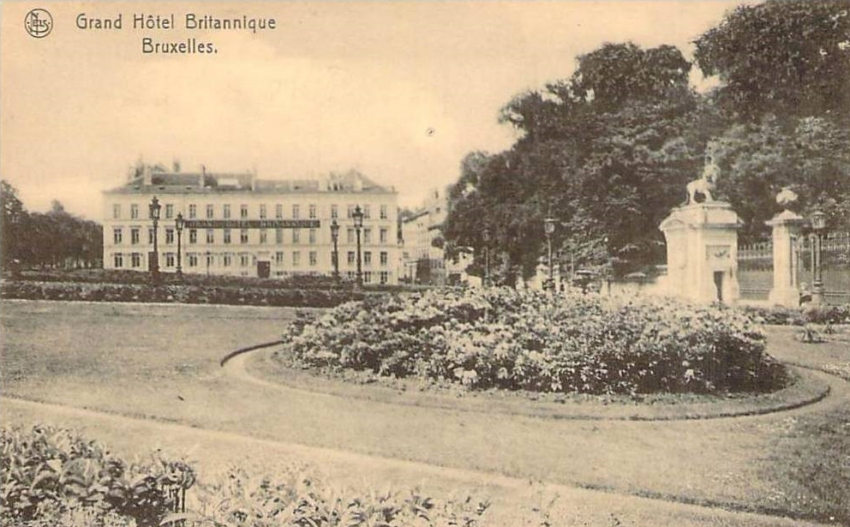
Het Grand Hôtel Britannique, vlak achter het Koninklijk Paleis van Brussel (later afgebroken voor het hoofdkantoor Electrobel). Hier bereidde Léon Peltzer de moord voor en liep hij rond met een verbonden rechterarm om zijn handschrift niet prijs te geven.

De zaak-Peltzer betreft een rechtszaak na een amoureuze moord gepleegd op Guillaume Bernays in de Brusselse Wetstraat op 7 januari 1882. De protagonisten behoorden tot de vooraanstaande liberale kringen van het land. De motieven en de mate van voorbedachtheid – met vermommingen en fictieve personages – spraken zozeer tot de verbeelding dat het assisenproces in gans Europa gevolgd werd.

## Moord
Léon Peltzer was in de jaren 1870 van een frauduleus bankroet gered door zijn oudste broer Armand, ten koste van diens eigen fortuin. De Peltzers hadden zich daarvoor laten bijstaan door advocaat Guillaume Bernays, telg uit het geslacht Bernays, en zo leerde Armand diens echtgenote Julie kennen, dochter van de flamingante liberaal Edward Pecher. Armand ontwikkelde een intieme vriendschap met de rosse vrouw, die naar hij vaststelde in een verkild huwelijk leefde. Het kwam Bernays ter ore dat zijn vriend hem bedroog en hij ontzegde hem de toegang tot zijn huis. Na bemiddeling door eerste voorzitter van cassatie Guillaume de Longe kwam het echtpaar overeen om gescheiden te leven van tafel en bed maar bijeen te blijven voor de opvoeding van hun kind. Bernays erkende dat hij haar onterecht beschuldigd had. Julie vroeg daarop de rechter om Armand Peltzer terug in hun huis toe te laten, maar haar man weigerde. Peltzer schreef hem aan, maar kreeg zijn brief ongeopend terug. Hij daagde hem uit tot een duel, werd wandelen gestuurd. Daarop moet hij hebben besloten dat de 34-jarige advocaat te jong was om te wachten op zijn natuurlijke dood. Omdat de verdenking sowieso op hem zou vallen vanwege alle geruchten in de stad, sprak hij zijn broer Léon aan. Léon was bereid om als broederlijke wederdienst Guillaume Bernays om zeep te helpen.

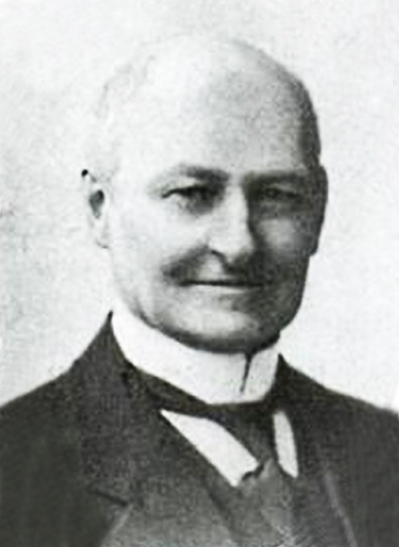
Léon Peltzer
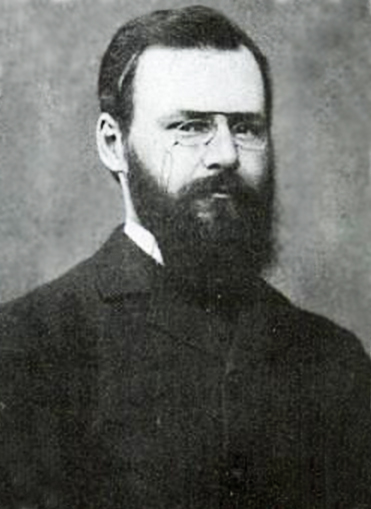
Armand Peltzer
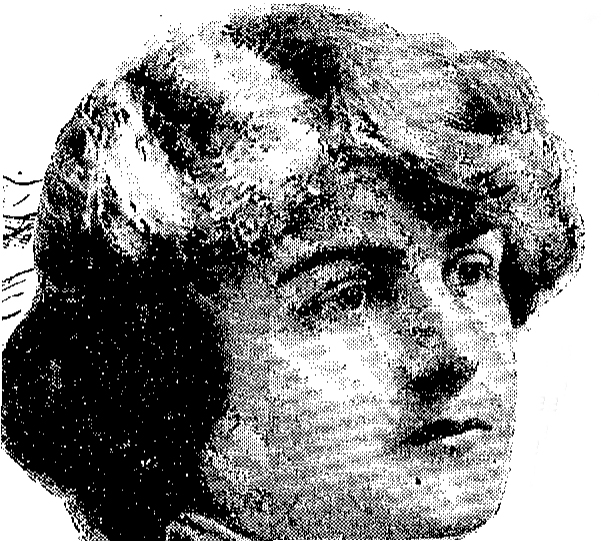
Julie Bernays
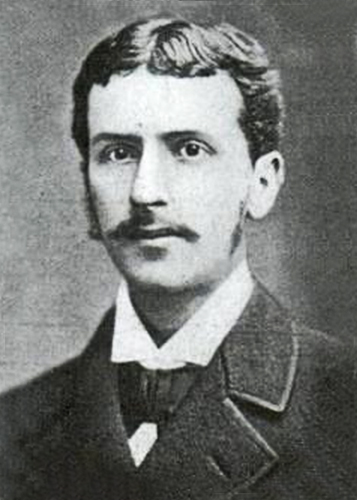
Guillaume Bernays

Vanaf 27 november 1881 verbleef Léon Peltzer in het Grand Hôtel Britannique aan het Troonplein, waar hij zich voordeed als Henry Vaughan. Hoofdkelner Oscar Cools verklaarde achteraf dat hij op geen enkel moment een vermomming vermoed had achter de zonderlinge maar joviale gast, hoewel hij Léon kende van Antwerpen. Op 6 januari 1882 checkte Léon uit de Britannique en begaf zich naar een huis in de Wetstraat 159 dat hij gehuurd had onder zijn valse identiteit. 's Anderendaags belde Bernays er aan, in de waan dat hij een afspraak had met Vaughan over een maritiem handelsproject. Vaughan – een gegrimeerde Léon – had hem hiervoor in Antwerpen opgezocht. Nu liet hij Bernays binnen en bracht hem met een nekschot om het leven.
Het lijk mocht niet verdwijnen wilde Julie Bernays rechtens weduwe worden. Hier werd het plan van de Peltzers pas echt complex. De procureur van Brussel ontving op 18 januari een brief van Vaughan, gepost in Bazel, waarin hij sprak over een vreselijk ongeluk, paniek, een vlucht naar het zuiden, een thuis vergeten eerste brief. Op basis van zijn informatie ging de politie ter plaatse en vond het lijk in de zetel, het gaslicht nog aan. Ze vond ook de zogezegd vergeten eerste brief. De droeve taak om de weduwe op de hoogte te brengen, vertrouwden ze – zonder bijbedoeling! – toe aan Armand.
Terwijl het gerecht vergeefs wachtte tot Vaughan zich kwam aanbieden, zoals hij had geschreven, verscheen in Antwerpen graffiti op de muren: Cherchez Armand! Cherchez Léon! Armand beweerde bij hoog en bij laag dat Léon in San Francisco zat. Maar aan zijn vriend, dokter Lavisse, bekende hij in de nacht van 3 maart dat hij in correspondentie was met Léon en dat hij terug in Brussel was. Na lange twijfel ging de dokter met de dood in het hart Armand aangeven. Hij werd opgepakt in Antwerpen en opgesloten in de Karmelietengevangenis. Zijn broer werd enkele dagen later gearresteerd in het Keulenstation, op weg naar Wenen.

## Bestraffing
Kosten noch moeite werden gespaard voor het onderzoek, dat tien maanden duurde. Na 300 rogatoire commissies en 170 getuigenverhoren, kende het parket genoeg details van het machiavellistische moordplan. Het kon bewijzen dat de broers elkaar begin januari ontmoet hadden in Parijs en Maastricht, terwijl Léon zogezegd in Amerika was. De broers liepen zich vast in leugens en ontkenningen.
Léon ging zelfs zover te beweren dat het vanwege zijn slechte reputatie was dat hij zich vermomd en geschminkt had aangeboden bij Bernays.
Op het assisenproces, van 27 november tot 22 december 1882, lieten de broers zich verdedigen door vier grote advocaten, onder wie Edmond Picard en Jules Le Jeune. De jury had er geen oren naar en bevond de broers, onder luid applaus van de gespannen toeschouwers, schuldig over de hele lijn. Gevraagd of ze nog iets te zeggen hadden, zei Léon dat hij schuldig was maar zijn broer niet. Vervolgens was het de beurt aan Armand, die rustig opstond, zich naar de jury keerde, en hen vervloekte in naam van zijn moederloze kind: Que la malédiction de ma petite fille retombe sur le jury. Beide betichten kregen de doodstraf. Aangezien sedert 1863 geen terechtstellingen meer werden uitgevoerd, betekende dit dat de straffen automatisch werden omgezet in levenslange opsluiting.
Nog had het melodrama niet alles gegeven. Terwijl Armand en Léon hun straf uitzaten in de gevangenis van Leuven, verspreidde de National Belge plots het nieuws dat Léons (fictieve) financier Murray was opgedoken in Brussel. Het bleek een loos gerucht. De dood van een jurylid deed de vloek weer over de tongen gaan. Armand kwijnde weg in de gevangenis en overleed er op 10 oktober 1885. De derde broer James kwam boven water met een virulente aanklacht waarin hij gerechtelijke dwaling probeerde aan te tonen. Mevrouw Bernays, tegen wie niet het minste bewijs was gevonden, hertrouwde met haar advocaat Frédéric Delvaux (1886). Onder pseudoniem werd ze journaliste bij Antwerpse kranten. Le Jeune bleef als minister in contact met Léon Peltzer en vond in hem een aanleiding om zijn wet op de voorwaardelijke invrijheidstelling versneld te realiseren (Wet-Lejeune, 1888). Niettemin maakte Le Jeune er geen gebruik van toen hij daar in 1893-94 de gelegenheid toe had, mogelijk omdat koning Leopold II zich verzette. Constantin Meunier en andere prominenten ondersteunden de rehabilitatieverzoeken van Peltzer, die berouw toonde. Uiteindelijk wierpen ze onder minister Carton de Wiart vruchten af: Léon kwam vrij onder voorwaarden in oktober 1911. Elf jaar later verdronk hij in zee bij Klemskerke, in wat volgens zijn laatste brieven zelfdoding was.

## In de kunsten
Auteurs als Verhaeren en Lemonnier hielden aantekeningen bij over de zaak-Peltzer. Ook de criminoloog Cesare Lombroso vond het allemaal hoogst interessant. Hij liet zijn fascinatie blijken in een gesprek met Emile de Laveleye, en voegde Armand Peltzer toe aan de vierde druk van zijn befaamde L'Uome deliquente (1889), als typevoorbeeld van een gelegenheidsmisdadiger (hier door het gemak waarmee hij in zijn broer een medeplichtige kon vinden). Lombroso liet ook zijn pseudowetenschappelijke frenologie los op de vorm van Peltzers hoofd.
In het jaar na de veroordeling bracht het theater Le paradis des roses in Schaarbeek het stuk Le drame de la rue de la loi (Het drama in de wetstraat).
De Franse schrijver Paul Bourget schreef een psychologische roman die sterk geïnspireerd was door de Peltzermoord (André Cornelis, 1877). Het boek is in 1927 verfilmd door Jean en Henriette Kemm.
Edmond Picard publiceerde na het overlijden van zijn cliënt Le juré (1887), een toneelstuk waarin hij le fantastique réel opvoerde, afgezet tegen le fantastique imaginatif van Poe's The Fall of the House of Usher. Het 'monodrama', bedoeld om luidop te worden gelezen en geïllustreerd met zeven litho's van Odilon Redon, draait rond het scharniermoment waarop de schuldigverklaarde betichte de jury vervloekt.
Het belangrijkste werk waartoe de zaak aanleiding gaf, is misschien wel L'affaire Peltzer van journalist Gérard Harry (1927). Hij vermengde journalistieke reportage met brute documenten en persoonlijke inzichten. Eerder had hij een geromantiseerde versie gepubliceerd onder de titel Le Revenant (1912).
De Amerikaan Archie Mayo baseerde zijn film The Man with Two Faces losweg op de zaak (1934).

## Voetnoten
1. ↑  Stef Christiaensen, Tussen klassieke en moderne criminele politiek. Leven en beleid van Jules Lejeune, 2004, ISBN 9789058673640, p. 52
2. ↑  Stef Christiaensen, Tussen klassieke en moderne criminele politiek. Leven en beleid van Jules Lejeune, 2004, ISBN 9789058673640, p. 55
3. ↑  Zie "Lettres d'Italie", in: Revue de Belgique, 1884, p. 197: J'ai fait un volume sur le régicide Passanante. Si je le pouvais, j'en ferais deux sur les frères Peltzer; c'est le cas de criminalité le plus extraordinaire que je connaisse, parce que les motifs du crime échappent.
4. ↑  Cesare Lombroso, "Processo Peltzer", in: Archivio di psichiatria, antropologia criminale e scienze penali per servire allo studio dell'uomo alienato e delinquente, IV, 1883, p. 130-134
5. ↑  Edmond Picard, Le juré. Monodrame en 5 actes, Vve Monnom, Brussel, 1887